# 비열한 거리 (2006년 영화)
《비열한 거리》는 2006년에 개봉한 대한민국의 영화이다.

## 줄거리
20대 후반의 하급 조폭 김병두는 가족을 강제 퇴거로부터 구하는 데 필요한 돈을 구할 수 없다. 병두는 그의 보스인 상철을 전복시키고, 상철의 보스인 황 회장으로부터 황 회장을 귀찮게 해온 박 검사를 제거하는 일을 직접 맡는다. 이 작업을 완료한 병두는 바라던 돈을 받는 것 외에도 황 회장의 존경과 그의 측근 자리를 얻게 된다. 병두와 황 회장은 자신들과 조직이 연루되지 않도록 이 살인에 대해 아무에게도 말하지 않겠다고 맹세한다.
이러한 사건들이 전개되는 동안, 병두는 영화 감독이 된 초등학교 친구 민호와 재회한다. 민호의 현재 프로젝트는 조폭 영화이지만, 예비 시나리오는 너무 가짜라는 이유로 상사들에게 계속 거절당한다. 영화의 진정성을 높이려는 시도로, 민호는 "진정한 조폭"으로 보이는 병두를 인터뷰하기 시작한다. 한편, 민호는 병두를 그의 고등학교 시절 첫사랑인 현주와 재회시킨다. 병두는 여전히 그녀에게 관심이 있음을 깨닫고 관계를 다시 불태우려 노력한다.
상철은 박 검사의 살인 사건을 알게 되고, 병두가 자신의 권위를 전복시키고 조직을 배려하지 않는 것에 위협을 느낀다. 그는 병두를 제거하기 위한 살인을 계획하지만, 병두는 이것이 발생하기 전에 이를 알아내고 상철을 칼로 찔러 죽여 단기적으로 자신의 안전을 확보한다.
하지만 이러한 살인들은 병두에게 무거운 감정적 짐을 남긴다. 병두의 조폭 기질이 현주를 겁먹게 만들자, 민호는 병두를 위로하려 하고, 병두는 민호에게 박 검사와 그의 전 보스인 상철에 대한 살인을 포함한 자신의 가장 어두운 비밀을 털어놓는다.
현주를 깊이 그리워하는 병두는 관계를 회복하기 위해 자신의 조폭 기질을 숨기려 노력한다. 그러나 현주에게 한 말과는 달리, 병두는 진정으로 조폭 직업에서 벗어날 수 없다. 갱단 내에서 그의 계급이 올라갈수록, 그의 행동은 점점 더 폭력적이고 잔인해지며, 현주에 대한 그의 커져가는 애정과 대조를 이룬다.
곧 병두는 민호의 조폭 영화가 박 검사 살인을 포함하여 병두의 과거 사건들을 많이 재현한다는 것을 알게 된다. 조직이 연루될 위험을 깨달은 병두는 민호를 찾아가 아무에게도 말하지 말라고 위협하며, 그의 부하들이 다른 선택을 하라고 간청함에도 불구하고 그의 목숨을 살려준다. 이 부하들은 나중에 스스로 행동하기로 결정하고 병두가 하려던 것보다 더 심각하게 민호를 위협하지만, 여전히 그의 목숨을 살려준다. 그때 민호는 깊은 혼란에 빠져 경찰에 가서 자신의 생명에 대한 잠재적 위협을 알린다. 경찰은 병두를 체포하려 하지만 실패한다. 그때 병두는 적절한 해결책은 민호를 완전히 제거하는 것이라고 믿는다. 민호 (및 그의 영화)가 상당히 유명해졌기 때문에 쉬운 일은 아닐 것이다. 병두는 살인을 저지르고 나라 밖으로 도주하여 자신의 행동에 대한 결과를 피할 생각이다.
병두는 민호의 영화 뒤풀이에서 민호를 암살하러 간다. 민호는 바깥으로 도망치고, 그곳에서 병두의 부하들에게 붙잡혀 병두가 만나기로 한 장소로 끌려간다. 도착하자마자 병두는 한 무리의 깡패들에게 공격당한다. 수적으로 열세임에도 불구하고, 병두는 심한 부상을 입고 공격자들로부터 비틀거리며 도망친다. 그의 부하들이 현장에 도착하자 구원받는 것처럼 보이지만, 그들은 병두를 배신하고 그를 죽인다. 특히, 병두의 옛 오른팔이자 박 검사 살인의 유일한 공범이었던 종수가 현장에 있었고 배신을 주도하는 것으로 보인다.
장면은 황 회장과 민호의 만남으로 바뀐다. 민호는 병두의 부하들에게 붙잡혔음에도 불구하고 살아있고 건강해 보인다. 황 회장은 민호와 잠재적인 영화 아이디어를 논의하며, 그의 과거 이야기에서 영감을 얻을 수 있지만 진실과 너무 가깝지 않아야 한다고 말한다. "허구는 허구로 남아있어야 한다"고 말하며, 민호의 첫 영화와 병두의 때아닌 죽음과의 연관성을 언급한다. 곧 종수가 회의에 합류하여 황 회장 옆에서 병두의 자리를 차지하며, 병두가 그의 보스인 상철을 전복시켰던 방식과 유사하게 그의 전복을 보여준다.
마지막 장면은 영화 초반부의 반복으로, 병두가 민호의 영화 세트를 방문하여 조언을 해주는 장면이다. 병두는 "진정한 조폭 정신이 담긴 것을 만들어 봐"라는 친근한 말로 민호를 격려하며, 영화 전반에 흐르는 우정과 조폭 테마의 강도를 강조한다.

## 캐스팅
- 조인성 : 김병두 역
- 천호진 : 황 회장 역
- 남궁민 : 김민호 역 - 병두 친구
- 이보영 : 강현주 역 - 병두 친구
- 윤제문 : 상철 역 - 병두의 보스
- 진구 : 종수 역 - 병두의 오른팔
- 박효준 : 하마 역 - 병두 수하
- 이종혁 : 영화 속 건달 주인공 역
- 선우은숙 : 병두 모 역
- 허이재 : 김선옥 역 - 병두 여동생
- 권태원 : 박 검사 역
- 김병춘 : 우 형사 역
- 최재환 : 조직막내 명구 역 - 병두 수하
- 박진성
- 이양희 : 나 형사 역
- 이두경 : 상철 동료 건달 1 역
- 조운 : 독사파 건달 1 역
- 김필수
- 김철준
- 김원진
- 황민호
- 유재현 : 동창생 상범 역
- 김정한
- 신윤철
- 권정민 : 동창생 2 역
- 윤소영
- 주영민
- 임미경
- 장보경
- 유진아
- 이창직
- 박종원 : 장독대 집주인 역
- 최효상
- 박민우
- 서주원
- 서대현
- 진가영
- 최선중
- 장수진
- 최우성
- 서민경
- 조진웅 : 영필 역 - 상철 수하
- 김영필
- 김윤희
- 김광수
- 김미희
- 황인보 : 피씨방 독사파 역
- 박영 : 주례자 역
- 정재한 : 동창생 1 역
- 이현정 : 동창생 5 역
- 손상현
- 문성혁 : UTL 개발팀장 역
- 전성애 : 채무자 부인 역
- 이신성 : 김병식 역 - 병두 동생
- 서동석
- 정시연 : 여주인공 2 역
- 이현우 : 어린 민호 역
- 정용식
- 한은선 : 엔딩 룸싸롱 나가요 2 역
- 박민규 : 홍만 역
- 박혁민 : 문식 역
- 전우재 : 독사 룸싸롱 수하 역
- 김영필 : 이 대리 역
- 하지영 : 서점 여직원 1 역
- 이정은 : 서점 여직원 2 역
- 황민호 : 상철영필 수하 건달 2 역
- 신창수 : 삼거리파 오락실 건달 4 역
- 류성현 : 형사 1 역
- 이창직 : 동네 유지 역
- 홍재성 : 구두 매장 점원 역